# إيفان بيرد
إيفان بيرد ممثل كندي ولد في 23 مارس 2000 في فانكوفر، كولومبيا البريطانية بدأ مشواره الفني عام 2010.

## روابط خارجية
- إيفان بيرد على موقع IMDb (الإنجليزية)
- إيفان بيرد على موقع ألو سيني (الفرنسية)
- إيفان بيرد على موقع أول موفي (الإنجليزية)
- إيفان بيرد على موقع قاعدة بيانات الأفلام السويدية (السويدية)
- إيفان بيرد على موقع قاعدة بيانات الفيلم (الإنجليزية)